# Julija Kaplinová
Julija Kaplinová (rusky: Юлия Каплина, * 11. května 1993) je ruská reprezentantka ve sportovním lezení. Vítězka světového poháru, mistryně Evropy a akademická i juniorská mistryně Evropy v lezení na rychlost. Stála na stupních vítězů sedmi významných mezinárodních závodů.

## Výkony a ocenění
- 2012: nominace na světové hry 2013 v Cali, kde získala bronz
- 2016: nominace na světové hry 2017 ve Vratislavi, kde zvítězila

### Světové rekordy
v lezení na rychlost, standardní 15m trať
- 20.10.2013 Wu-ťiang: 7.85 s[1]
- 22.7.2017 SH Vratislav: 7.32 s ve filnále

### Závodní výsledky - sportovní lezení
| Světové hry | Světové hry | Světové hry |
| Rok         | 2013        | 2017        |
| ----------- | ----------- | ----------- |
| Rychlost    | 3           | 1           |

| Mistrovství světa | Mistrovství světa | Mistrovství světa | Mistrovství světa |
| Rok               | 2012              | 2014              | 2016              |
| ----------------- | ----------------- | ----------------- | ----------------- |
| Rychlost          | 2                 | 8                 | 3                 |

| Světový pohár         | Světový pohár | Světový pohár    | Světový pohár  | Světový pohár | Světový pohár | Světový pohár | Světový pohár      |
| Rok                   | 2012          | 2013             | 2014           | 2015          | 2016          | 2017          | 2018               |
| --------------------- | ------------- | ---------------- | -------------- | ------------- | ------------- | ------------- | ------------------ |
| Rychlost              | 18            | 2                | 2              | 3             | 1             | 2             | 3                  |
| jednotlivě* (12/11/6) | ,9,18,        | ,,4, · ,7,5, · , | , · 15,5,, · , | ,4,, · , · ,  | , · ,,25, · , | ,23,, · , · , | , · 13,7,16, · 16, |

* poznámka: nalevo jsou poslední závody v roce
| Akademické mistrovství světa | Akademické mistrovství světa |
| Rok                          | 2016                         |
| ---------------------------- | ---------------------------- |
| Rychlost                     | 6                            |

| Mistrovství Evropy | Mistrovství Evropy | Mistrovství Evropy |
| Rok                | 2015               | 2017               |
| ------------------ | ------------------ | ------------------ |
| Rychlost           | 2                  | 1                  |

| Akademické mistrovství Evropy | Akademické mistrovství Evropy |
| Rok                           | 2015                          |
| ----------------------------- | ----------------------------- |
| Rychlost                      | 1                             |

| Mistrovství světa juniorů | Mistrovství světa juniorů | Mistrovství světa juniorů |
| Rok                       | 2011                      | 2012                      |
| ------------------------- | ------------------------- | ------------------------- |
| Rychlost                  | 5                         | 3                         |

| Mistrovství Evropy juniorů | Mistrovství Evropy juniorů |
| Rok                        | 2012 juniorky              |
| -------------------------- | -------------------------- |
| Rychlost                   | 1                          |